# La Groise
La Groise est une commune française située dans le département du Nord, en région Hauts-de-France.
Ses habitants sont appelés les Groisiens.

## Géographie

### Communes limitrophes
| Ors                 | Landrecies          |           |
| Catillon-sur-Sambre | La Groise           | Le Favril |
|                     | Fesmy-le-Sart Aisne |           |

### Hydrographie

#### Réseau hydrographique
La commune est située dans le bassin Artois-Picardie. Elle est drainée par le ruisseau du Bois de Toillon, le ruisseau de l'Ermitage, la Gadelière, la Rue de Catillon, le Catillon-sur-Sambre, le Petit Saint-Martin, le Roteleux, le ruisseau de la Grande fontaine du bois du toillon et un autre petit cours d'eau,.

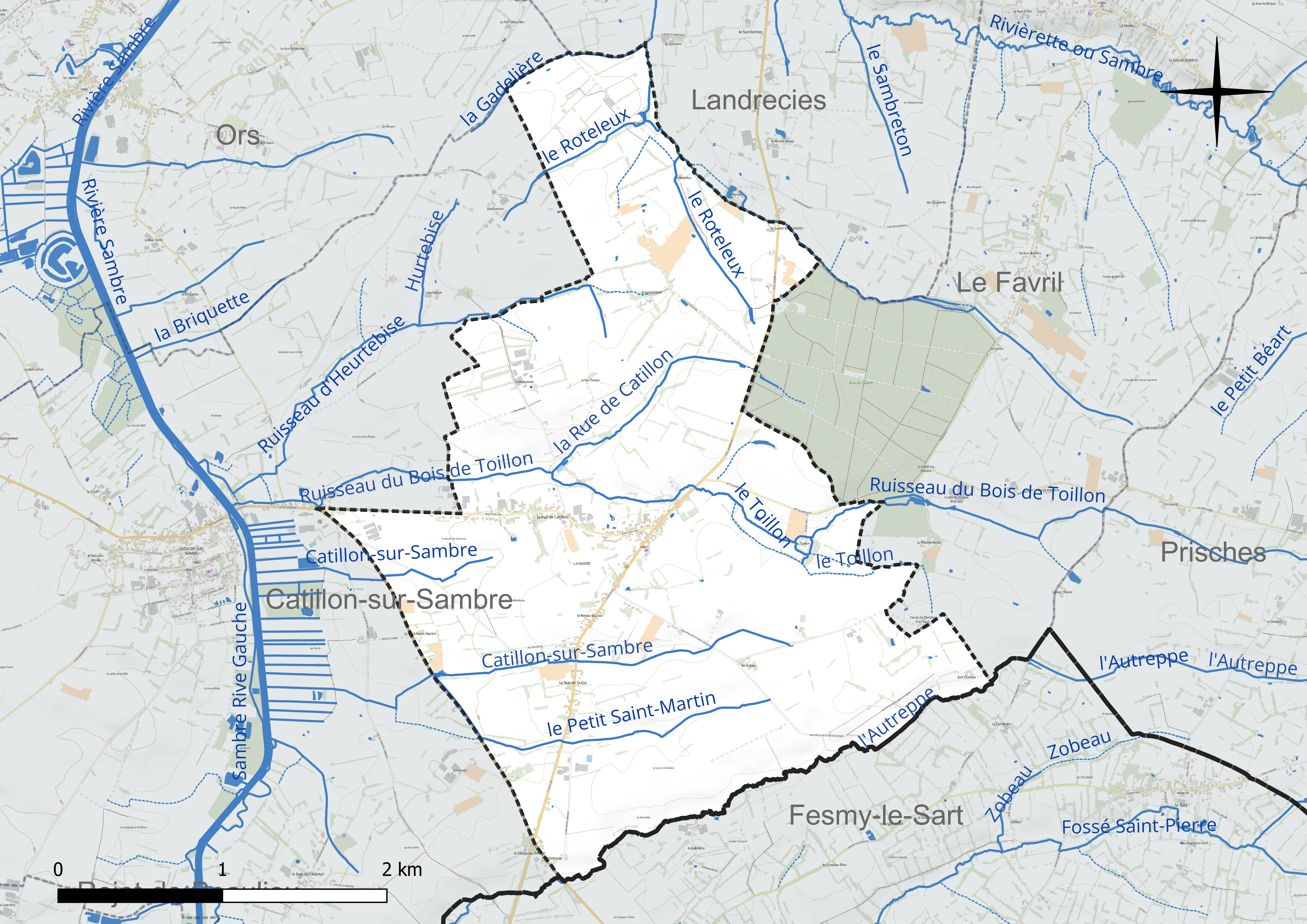
Réseau hydrographique de la Groise.

#### Gestion et qualité des eaux
Le territoire communal est couvert par le schéma d'aménagement et de gestion des eaux (SAGE) « Sambre ». Ce document de planification concerne un territoire de 1 253 km2 de superficie, délimité par le bassin versant de la Sambre. Le périmètre a été arrêté le 1er novembre 2003 et le SAGE proprement dit a été approuvé le 21 septembre 2012, puis modifié le 18 août 2022. La structure porteuse de l'élaboration et de la mise en œuvre est le syndicat mixte du Parc naturel régional de l'Avesnois. 
La qualité des cours d'eau peut être consultée sur un site spécial géré par les agences de l'eau et l'Agence française pour la biodiversité. 

### Climat
Pour des articles plus généraux, voir Climat des Hauts-de-France et Climat du Nord.
En 2010, le climat de la commune est de type climat des marges montargnardes, selon une étude du CNRS s'appuyant sur une série de données couvrant la période 1971-2000. En 2020, Météo-France publie une typologie des climats de la France métropolitaine dans laquelle la commune est exposée à un climat océanique altéré et est dans la région climatique  Nord-est du bassin Parisien, caractérisée par un ensoleillement médiocre, une pluviométrie moyenne régulièrement répartie au cours de l'année et un hiver froid (3 °C). 
Pour la période 1971-2000, la température annuelle moyenne est de 9,9 °C, avec une amplitude thermique annuelle de 14,8 °C. Le cumul annuel moyen de précipitations est de 851 mm, avec 12,5 jours de précipitations en janvier et 9,3 jours en juillet. Pour la période 1991-2020, la température moyenne annuelle observée sur la station météorologique la plus proche, située sur la commune de Saint-Hilaire-sur-Helpe à 17 km à vol d'oiseau, est de 10,5 °C et le cumul annuel moyen de précipitations est de 802,4 mm,. Pour l'avenir, les paramètres climatiques de la commune estimés pour 2050 selon différents scénarios d'émission de gaz à effet de serre sont consultables sur un site spécial publié par Météo-France en novembre 2022.

## Urbanisme

### Typologie
Au 1er janvier 2024, La Groise est catégorisée commune rurale à habitat dispersé, selon la nouvelle grille communale de densité à sept niveaux définie par l'Insee en 2022.
Elle est située hors unité urbaine et hors attraction des villes,.

### Occupation des sols
L'occupation des sols de la commune, telle qu'elle ressort de la base de données européenne d'occupation biophysique des sols Corine Land Cover (CLC), est marquée par l'importance des territoires agricoles (94,2 % en 2018), une proportion identique à celle de 1990 (94,2 %). La répartition détaillée en 2018 est la suivante : 
prairies (64,2 %), terres arables (30 %), zones urbanisées (5,5 %), forêts (0,3 %). L'évolution de l'occupation des sols de la commune et de ses infrastructures peut être observée sur les différentes représentations cartographiques du territoire : la carte de Cassini (XVIIIe siècle), la carte d'état-major (1820-1866) et les cartes ou photos aériennes de l'IGN pour la période actuelle (1950 à aujourd'hui).

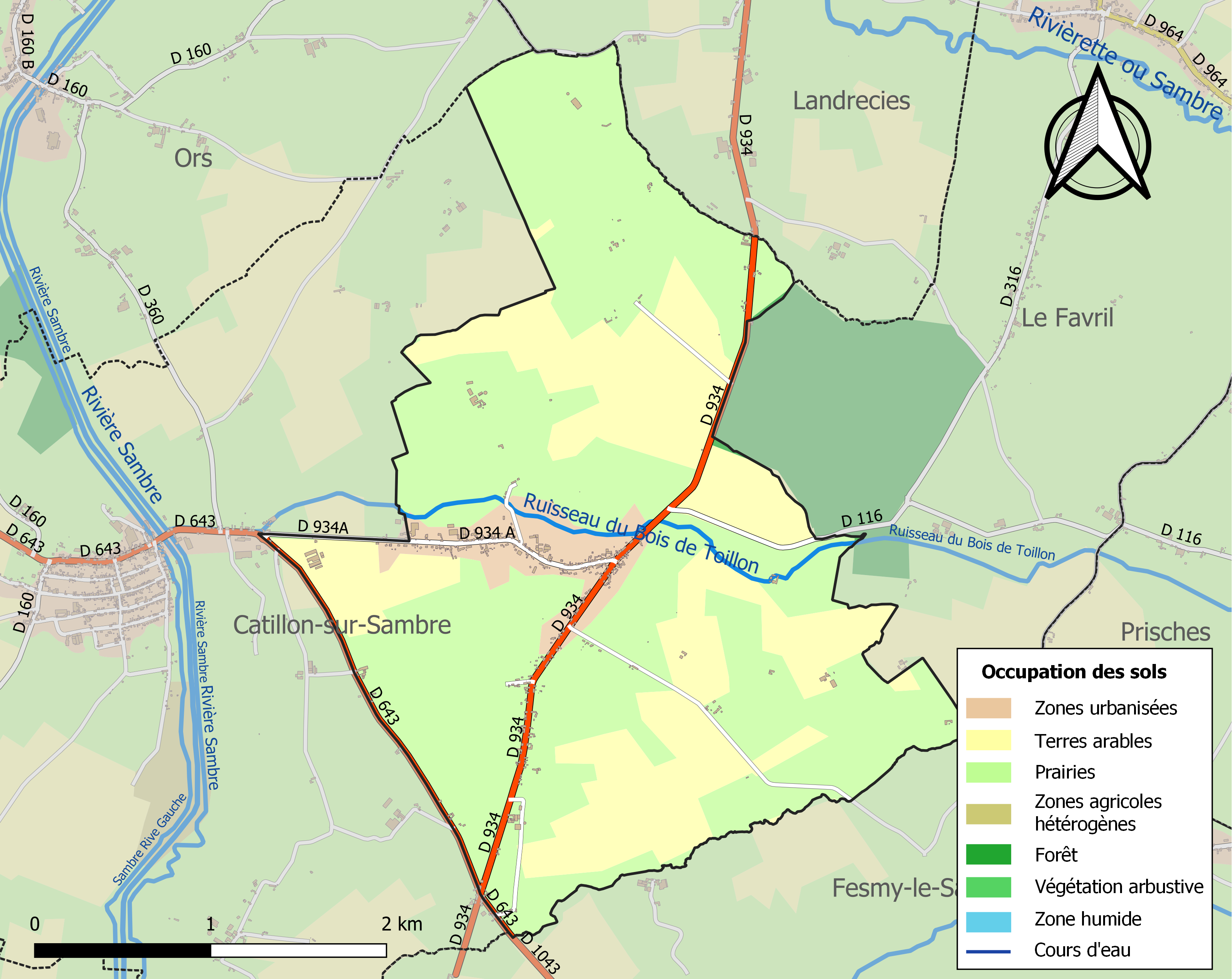
Carte des infrastructures et de l'occupation des sols de la commune en 2018 (CLC).

## Toponymie
« Groise » était l'aboutissement régulier du cas régime « cruce(m) »" du mot latin « crux » qui a donné français « croix », les clercs ayant mis assez tôt un « x » final au mot français pour le rapprocher du cas sujet latin « crux » ; l'initiale « g » du mot picard pour « c » du mot latin est un phénomène de sonorisation assez banal dans l'évolution phonétique romane. « La Groise » signifie donc « la croix », « le croisement » de deux chemins, deux routes ; il dérive du qualificatif appliqué dès la fin du VIe siècle à un petit oratoire royal dépendant de la villa de Solesmes et dédié à saint Martin : Ad crucem, c'est-à-dire « près du croisement », oratoire qui s'élevait probablement au lieu-dit « Le Toillon », et qui eut une importance religieuse et symbolique considérable dans l'histoire et les origines du comté de Hainaut.
« Le Toillon » dérive du latin tegilionem, diminutif de tegilum : paletot à capuche que portaient les moines, et qui a désigné, par métonymie, la petite « celle », l'oratoire qui les abritait.

## Histoire
Le 13 juin 1841, La Groise est séparée de Catillon-sur-Sambre et devient une commune à part entière.
François Denise est nommé maire de la nouvelle commune.
La Groise comptait, à cette date, 1 092 habitants.

## Politique et administration
Maire en 1881 : Denise.
| Période                                  | Période      | Identité          | Étiquette | Qualité                   |
| ---------------------------------------- | ------------ | ----------------- | --------- | ------------------------- |
| Les données manquantes sont à compléter. |              |                   |           |                           |
| mars 1978                                | mars 1983    | Michel Denise     |           | Exploitant agricole       |
| mars 1983                                | mars 1995    | Pierre Pierrard   |           | Commissaire de police     |
| Mars 1995                                | mars 2001    | Janine Lamarche   |           | Chef d entreprise         |
| mars 2001                                | 28 août 2008 | Jean-Marie Dumont |           | Décédé en cours de mandat |
| 5 octobre 2008                           | 2014         | Bernard Lécolier  |           |                           |
| 2014                                     | 2020         | Karine Eloir      |           |                           |
| mai 2020                                 | En cours     | Aymeric Demade    |           |                           |

## Population et société

### Démographie

#### Évolution démographique
L'évolution du nombre d'habitants est connue à travers les recensements de la population effectués dans la commune depuis 1841. Pour les communes de moins de 10 000 habitants, une enquête de recensement portant sur toute la population est réalisée tous les cinq ans, les populations de référence des années intermédiaires étant quant à elles estimées par interpolation ou extrapolation. Pour la commune, le premier recensement exhaustif entrant dans le cadre du nouveau dispositif a été réalisé en 2007.

En 2022, la commune comptait 470 habitants, en évolution de −3,89 % par rapport à 2016 (Nord : +0,51 %, France hors Mayotte : +2,11 %).
| 1841  | 1846  | 1851  | 1856  | 1861  | 1866  | 1872  | 1876  | 1881 |
| ----- | ----- | ----- | ----- | ----- | ----- | ----- | ----- | ---- |
| 1 093 | 1 076 | 1 069 | 1 047 | 1 035 | 1 084 | 1 022 | 1 014 | 914  |

| 1886 | 1891 | 1896 | 1901 | 1906 | 1911 | 1921 | 1926 | 1931 |
| ---- | ---- | ---- | ---- | ---- | ---- | ---- | ---- | ---- |
| 909  | 852  | 816  | 763  | 745  | 702  | 584  | 585  | 589  |

| 1936 | 1946 | 1954 | 1962 | 1968 | 1975 | 1982 | 1990 | 1999 |
| ---- | ---- | ---- | ---- | ---- | ---- | ---- | ---- | ---- |
| 563  | 545  | 543  | 547  | 530  | 509  | 477  | 464  | 429  |

| 2006 | 2007 | 2012 | 2017 | 2022 | - | - | - | - |
| ---- | ---- | ---- | ---- | ---- | - | - | - | - |
| 454  | 457  | 486  | 481  | 470  | - | - | - | - |

#### Pyramide des âges
La population de la commune est relativement jeune.
En 2018, le taux de personnes d'un âge inférieur à 30 ans s'élève à 38,3 %, soit en dessous de la moyenne départementale (39,5 %). À l'inverse, le taux de personnes d'âge supérieur à 60 ans est de 21,4 % la même année, alors qu'il est de 22,5 % au niveau départemental.
En 2018, la commune comptait 245 hommes pour 239 femmes, soit un taux de 50,62 % d'hommes, largement supérieur au taux départemental (48,23 %).
Les pyramides des âges de la commune et du département s'établissent comme suit.
| Hommes | Classe d’âge | Femmes |
| ------ | ------------ | ------ |
| 0,0    | 90 ou +      | 2,1    |
| 4,5    | 75-89 ans    | 6,4    |
| 13,2   | 60-74 ans    | 16,6   |
| 17,2   | 45-59 ans    | 18,2   |
| 22,1   | 30-44 ans    | 23,1   |
| 18,4   | 15-29 ans    | 12,7   |
| 24,5   | 0-14 ans     | 20,9   |

| Hommes | Classe d’âge | Femmes |
| ------ | ------------ | ------ |
| 0,5    | 90 ou +      | 1,4    |
| 5,3    | 75-89 ans    | 8,1    |
| 14,8   | 60-74 ans    | 16,2   |
| 19,1   | 45-59 ans    | 18,4   |
| 19,5   | 30-44 ans    | 18,7   |
| 20,7   | 15-29 ans    | 19,1   |
| 20,2   | 0-14 ans     | 18     |

## Culture locale et patrimoine

### Lieux et monuments
Le relais du Toillon, appellation donnée au début du XXIe siècle par son propriétaire, désigne la bâtisse située à l'entrée du village de La Groise sur la rue de Landrecies. La date de construction de cette bâtisse se situe dans le premier quart du XIXe siècle. La propriété se constitue d'un bâtiment principal à côté duquel fussent construites des écuries (pièces voûtées en brique rouge et pierres bleues) d'abord dans le prolongement du bâtiment principal puis perpendiculairement. Collée à ces dernières a été édifiée une grange.

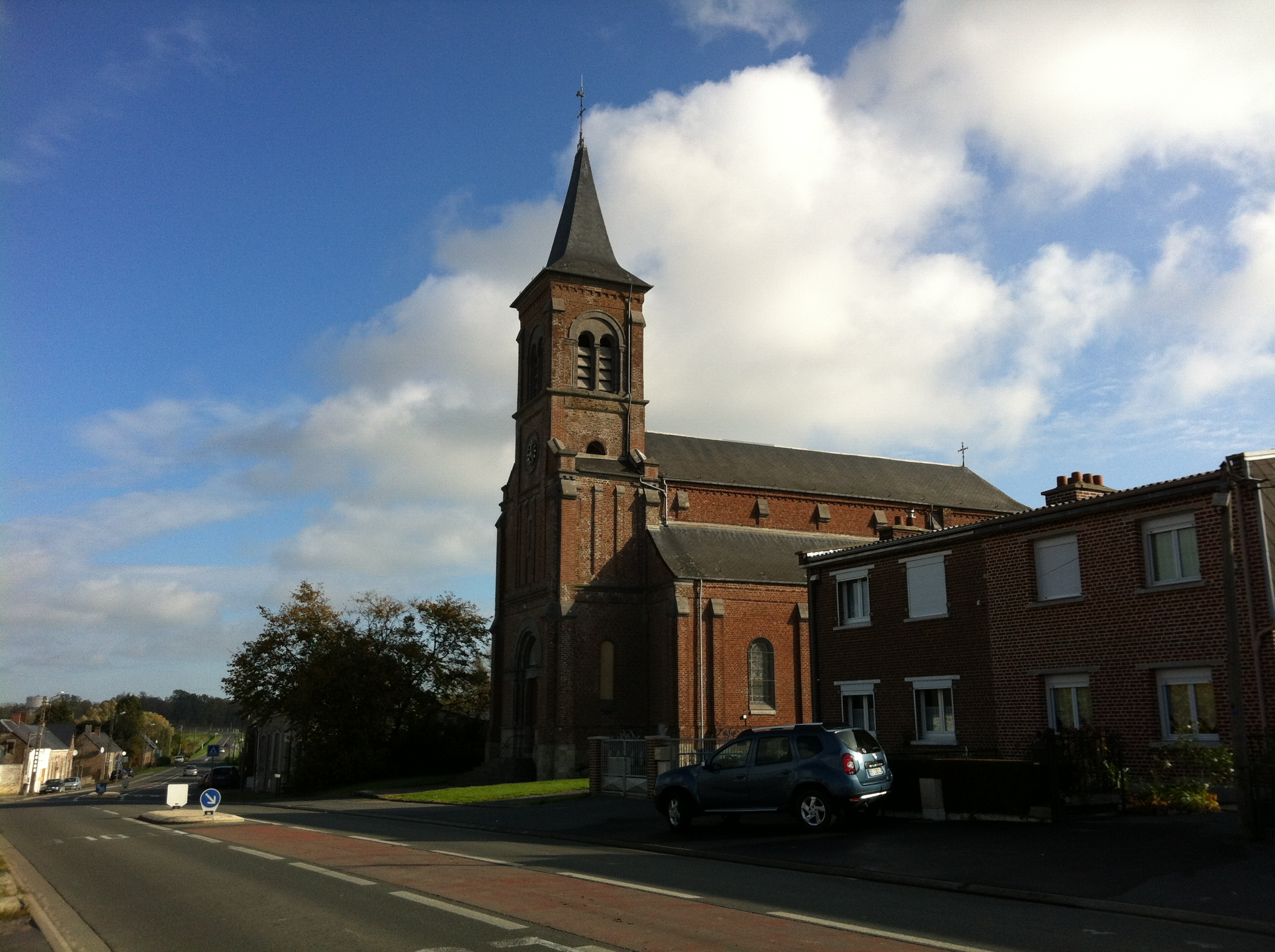
L'église Saint-Michel

C'est dans cette demeure que séjourna un parlementaire du début du XIXe siècle, Louis-Antoine-Maximilien Bricout de Cantraine.

### Personnalités liées à la commune
- Louis-Antoine-Maximilien Bricout de Cantraine, 1763-1848, homme politique des XVIIIe siècle et XIXe siècle.

### Héraldique
|  | Les armes de La Groise se blasonnent ainsi : « Taillé : au 1, de gueules au château fort d'argent, ouvert de sable et chargé sur sa porte d'un K du même ; au 2, d'azur à un dragon d'or, armé et lampassé de gueules ; à une épée d'or à la garde d'argent, chargée d'une croix de gueules gironnée à huit pointes, posée en barre sur le tout. » |